# Tian Qiye
Tian Qiye (chiń. 田企業; ur. 19 kwietnia 1991) – chiński zapaśnik walczący w stylu klasycznym. Zajął dwudzieste miejsce na mistrzostwach świata w 2018. Zdobył brązowy medal na igrzyskach azjatyckich w 2014. Piąty na mistrzostwach Azji w 2015 roku.